# Грегорі Макдональд
Грегорі Макдональд (англ. Gregory Mcdonald; 15 лютого 1937, Шрусбері, Массачусетс, США — 7 вересня 2008, Джайлс, Теннессі, США) — американський письменник детективного жанру, найбільш відомий серією романів з головним персонажем, журналістом І. М. Флетчером з псевдонімом «Флетч». Дві з книг серії про Флетча отримали престижну премію Едгара По: перший роман серії «Флетч» — у категорії «Найкращий перший роман американського письменника» у 1975 році, а «Згодьтесь, Флетч виграв» — у категорії «Найкраща книга в м'якій обкладинці» у 1977 році. За романами знято дилогію художніх фільмів («Флетч» і «Флетч живий»), де головну роль зіграв Чеві Чейз. Хоча Макдональд ніколи насправді не бачив, щоб Чеві Чейз виступав у чомусь істотному, він охоче погодився на те, щоб той зіграв головну роль у фільмі.

## Біографія
Навчався у Гарвардському університеті оплачуючи своє навчання доходами з операцій з яхтами. Він працював вчителем, перш ніж наприкінці 1960-х років став журналістом, а згодом, й редактором «Бостон Глоуб». З публікацією «Флетча» він залишив роботу в газеті й став письменником. Макдональд вважався майстром жанру комічного детективного розслідування. Серія з 9 романів про Флетча, були оцінені критиками за їх гострий, сардонічний діалог і саркастичні соціальні коментарі. Серія розпочалася в 1974 році з роману «Флетч», опублікованого у Боббс-Меррілл.
У романі з цієї серії «Признайтеся, Флетч» Макдональд також представив свого другого головного героя, інспектора Френсіса Ксавьєра Флінна, блискучого, але ексцентричного детектива відділу вбивств поліції Бостона, який став контрастом Флетча. Флінн з'явився ще у чотирьох романах, де став єдиним головним персонажем. Серія «Флетч» також породила серію романів «Син Флетча», в якій Макдональд представив персонажа Джека Фаоні, позашлюбного сина Ірвіна Моріса Флетчера. Крім того, Макдональд написав два романи із серії «Скайлар» і декілька несерійних романів.
У середині 1980-х років він переїхав до штату Тенессі. Там у Джайлсі він придбав ферму і залучився до місцевої політики. Помер у своєму будинку від раку простати у 2008 році.

## Твори

### Серія Флетча
- Fletch[en] (Флетч) (1974);
- Confess, Fletch (Признайтеся Флетч) (1976)
- Fletch's Fortune (Фортуна Флетча) (1978)
- Fletch and the Widow Bradley (Флетч і вдова Бредлі) (1981)
- Fletch's Moxie (Моксі Флетча) (1982)
- Fletch and the Man Who (Флетч і людина Хто) (1983)
- Carioca Fletch (Каріока Флетча) (1984)
- Fletch Won[en] (Флетч виграв) (1985)
- Fletch, Too (Флетч також) (1986)
- Son of Fletch (Син Флетча) (1993)
- Fletch Reflected (Флетч зважений) (1994)

### Серія Франсіса Ксавьєра Флінна
- Flynn (Флінн) (1977)
- The Buck Passes Flynn (Чепурун зневажає Флінна) (1981)
- Flynn's In (Флінн Інн) (1984)
- Flynn's World (Світ Флінна) (1999 as e-book; 2003 on paper)

### Серія Скайлера (Небесного жайворонка)
- Skylar (Скайлер / Небесний жайворонк) (1995)
- Skylar in Yankeeland (Скайлер в Янкіленді) (1997)

### Несерійні романи
- Running Scared (Бігти з переляку) (1964);
- Love Among the Mashed Potatoes apa Dear M.E. (Любов серед картопляного пюре о Шановний М. Є.) (1978);
- Who Took Toby Rinaldi? (Хто взяв Тобі Рінальді?) (1980);
- Safekeeping (Безпека) (1985);
- A World Too Wide (Світ занадто широкий) (1987);
- Exits and Entrances (Виходи та входи) (1988);
- Merely Players (Просто гравці) (1988);
- The Brave (Хоробрий) (1991).

### Інші твори
- The Education of Gregory Mcdonald: Sketches from the Sixties. Writings About America, 1966—1973 (Освіта Грегорі Макдональда: Нариси шістдесятників. Писання про Америку, 1966-1973) (1985);
- Souvenirs of a Blown World: Sketches from the Sixties: Writings About America, 1966—1973 (Сувеніри видутого світу: Нариси шістдесятників. Писання про Америку, 1966-1973) (2009).